# Albert Edelfelt
Albert Gustaf Aristides Edelfelt (21. července 1854 Porvoo – 18. srpna 1905 Porvoo) byl finský malíř, představitel realismu.

## Život
Narodil se ve finské rodině mluvící švédsky. V letech 1871–73 studoval malířství soukromě u Adolfa von Beckera. Poté studoval rok na Antverpské akademii umění a následně u Jean-Léona Gérômeho na École Nationale des Beaux-Arts v Paříži (1874–78) a nakonec v letech 1881–82 studijně působil i v Petrohradě. V Paříži se mj. spřátelil americkým malířem Johnem Singerem Sargentem. Získal v Paříži dobrou pověst zejména díky svým portrétům – ke známým patří portréty Luise Pasteura, Aina Ackté, nebo členů ruské královské rodiny. K průlomu v Paříži poté pomáhal svým mladým krajanům jako byli Akseli Gallen-Kallela nebo Gunnar Berndtson. Jeho žákem zde byl Léon Bakst. K jeho blízkým přátelům patřil finský básník Johan Ludvig Runeberg, který ho přiměl obrátit se k tématům z finské historie.